# 勝立寺 (福岡市)
勝立寺（しょうりゅうじ）は、福岡県福岡市中央区天神にある日蓮宗の寺院。山号は正興山。旧本山は京都妙覚寺、親師法縁。境内には陸軍大将明石元二郎（付近の大名町出身）の墓所、西南戦争の征討軍本営の碑がある。

## 歴史
慶長8年（1602年）京都妙覚寺の唯心院日忠がキリシタン宣教師旧澤、安都との法論に勝利し福岡藩主黒田長政から下賜された土地に名島城本丸の小早川隆景が建立した書院を移築して創建された。

## 旧末寺
日蓮宗では昭和16年（1941年）に本末を解体したため、現在では、旧本山、旧末寺と呼びならわしている。
- 正乗山妙運寺（北九州市八幡西区木屋瀬）
- 青松山蓮正寺（糸島市志摩芥屋）
- 如意輪山妙立寺（糸島市高祖）
- 法輪山円満寺（飯塚市天道）

## 参考資料
- 日蓮宗寺院大鑑編集委員会『宗祖第七百遠忌記念出版 日蓮宗寺院大鑑』大本山池上本門寺 (1981年)

## 公式サイト
- 公式ウェブサイト（日本語）